# Henri Sausin
Pour les articles homonymes, voir Sausin.
Henri Sausin, né le 12 octobre 1902 à Asnières-sur-Seine et mort le 13 février 1972 à Antibes, est un coureur cycliste français, au surnom de "Bibi Sausin".
Son principal résultat est l'obtention d'une seconde place à la Polymultipliée en 1926 (rebaptisé Trophées des Grimpeurs en 1970). Il s'est par la suite reconverti en demi-fond. 
Après sa carrière, il est constructeur et marchand de cycles à Boulogne-Billancourt. Ses vélos équipent le club cycliste de Saint-Cloud et le club sportif Clodoaldien. Il embauche Jean Robic dans son magasin, lorsqu'il arrive à Paris, à partir de février 1940 et jusqu'en 1943.
Les Cycles Sausin se trouvent 86, avenue Édouard-Vaillant à Boulogne-Billancourt près des établissements Renault, puis un second atelier ouvre au 115, Rue du Général-de-Gaulle à Poissy (Yvelines). Ils sont également concessionnaires Vélosolex à partir de 1952. Les cycles H. Sausin ferment définitivement dans les années 1970.

## Palmarès
- 1924
  -  Champion de France des sociétés
- 1925
  - 3e de Paris-Rouen
- 1926
  - 2e de la Polymultipliée
- 1927
  - Grand Prix de Noël
- 1939
  - 3e Championnat de France de demi-fond